# Маликов, Магомед Шарабудинович
Магоме́д Шарабуди́нович Ма́ликов (род. 26 марта 1983 года, Аймаки, Дагестанская АССР, РСФСР) — российский боец смешанных боевых искусств, выступающий в тяжёлой весовой категории. Известен своими победами над такими бойцами, как: Алексей Олейник, Александр Емельяненко, Джефф Монсон.

## Биография
Магомед Маликов родился 26 марта 1983 года в селе Аймаки Гергебильского района. Учился на физкультурном факультете ДГПУ. По настоянии дяди был вынужден заниматься боксом, хотя мечтал о борьбе. В 2005 году ушёл на службу в армию. После окончания службы в армии в 2006 году стал заниматься профессиональным спортом. У Магомеда три брата и три сестры.
В 2013 году поступил в магистратуру РАГС при Президенте РФ. В том же году стал директором московского спортклуба «Крепость».
В апреле 2016 года назначен на должность заместителя министра по делам молодёжи Дагестана. В июле того же года выдвинулся в кандидаты в депутаты Госдуму по Северному одномандатному избирательному округу Дагестана.
В августе 2017 года назначен заместителем генерального директора ОАО «Корпорация развития Дагестана».

## Карьера
Карьеру начал с выступлений на соревнованиях по рукопашному бою. Является мастером  по рукопашному бою, чемпион всероссийского турнира и турнира Южного федерального округа РФ по рукопашному бою, обладатель Кубка Каспия по рукопашному бою, чемпион мира по смешанным единоборствам, обладатель кубка мира по боевому самбо. Выступает за спортивный клуб «Крепость». Является заслуженным работником физической культуры Республики Дагестан и Республики Ингушетия.
В смешанных единоборствах Маликов дебютировал в качестве участника турнира Честь воина, проходившего в Харькове в несколько этапов с июня 2010 по январь 2011 года. Выиграв отборочный тур в октябре 2010 года, Магомед прошёл в финальный этап, где в первом бою нокаутировал действующего на тот момент чемпиона мира по панкратиону (версия FILA) Дмитрия Побережца. Однако в финале Маликов уступил намного превосходившему его опытом Баге Агаеву.
Уже в июле 2011 года Маликов принял участие в другом турнире — FightStar в Анапе. На этот раз Магомед оказался сильнее всех соперников, причём наибольшее впечатление произвела его полуфинальная победа техническим нокаутом над одним из лучших бойцов СНГ Алексеем Олейником.
Имея в послужном списке всего шесть боёв, Маликов получил известность и в ноябре 2011 года стал соперником знаменитого Александра Емельяненко. Победа Магомеда техническим нокаутом на 23-й секунде первого раунда стала сенсацией и вывела Маликова в число сильнейших бойцов России и организации М-1. Авторитетный портал bloodyelbow.com назвал Магомеда одним из наиболее перспективных спортсменов ММА.
В мае 2012 года после полугодичного простоя Магомед встретился с американцем Кенни Гарнером за титул временного чемпиона М-1, однако потерпел второе в своей карьере поражение.
В январе 2013 года Маликов был объявлен одним из восьми участников гран-при М-1 в тяжёлом весе, которое должно пройти в три этапа в течение года. В июне в горном районе Джейраха (Ингушетия) состоялся турнир компании М-1 Challenge 40, в котором М. Маликов встретился с американцем Джеффом Монсоном. Бой был остановлен врачом из-за сильного рассечения у Монсона. Одержав победу техническим нокаутом, М. Маликов вышел в полуфинал, где должен был встретиться с французом Шабаном Ка. Однако бой с Шабаном Ка не состоялся из-за отказа Маликова, мотивировавшего это тем, что из-за наступившего священного месяца Рамадан он сможет набрать свою спортивную форму только к осени. Бой с Монсоном стал последним в спортивной карьере Маликова за клуб «Горец».

## Статистика
| Боёв 11  | Побед 8 | Поражений 3 |
| -------- | ------- | ----------- |
| Нокаутом | 7       | 2           |
| Сдачей   | 0       | 1           |
| Решением | 1       | 0           |

| Результат | Рекорд | Соперник              | Способ                                          | Турнир                                     | Дата            | Раунд | Время | Место             | Примечание |
| --------- | ------ | --------------------- | ----------------------------------------------- | ------------------------------------------ | --------------- | ----- | ----- | ----------------- | ---------- |
| Победа    | 8-3    | Абылкасым Якубов      | Технический нокаут (удары)                      | FCA - World Fight League 4                 | 23 ноября 2019  | 1     | N/A   | Дагестан, Россия  |            |
| Поражение | 7-3    | Бретт Роджерс         | Технический нокаут (перелом голени)             | Fight Nights - Battle of Moscow 16         | 11 июля 2014    | 2     | 1:42  | Москва, Россия    |            |
| Победа    | 7-2    | Джефф Монсон          | Технический нокаут (остановка по решению врача) | M-1 Global - M-1 Challenge 40              | 8 июня 2013     | 2     | 2:58  | Джейрах, Россия   |            |
| Поражение | 6-2    | Кенни Гарнер          | Нокаут (удары)                                  | M-1 Challenge 32 - Garner vs. Malikov      | 16 мая 2012     | 3     | 3:31  | Москва, Россия    |            |
| Победа    | 6-1    | Александр Емельяненко | Нокаут (удары)                                  | M-1 Challenge 28 - Emelianenko vs. Malikov | 12 ноября 2011  | 1     | 0:23  | Астрахань, Россия |            |
| Победа    | 5-1    | Юрий Горбенко         | Единогласное решение                            | Fight Star - Anapa                         | 22 июля 2011    | 2     | 5:00  | Анапа, Россия     |            |
| Победа    | 4-1    | Алексей Олейник       | Технический нокаут (удары)                      | Fight Star - Anapa                         | 22 июля 2011    | 1     | 2:39  | Анапа, Россия     |            |
| Поражение | 3-1    | Магомедбаг Агаев      | Болевой приём (рычаг локтя)                     | UAMA - Warrior's Honor 5                   | 28 января 2011  | 1     | 1:45  | Харьков, Украина  |            |
| Победа    | 3-0    | Дмитрий Побережец     | Технический нокаут (удары)                      | UAMA - Warrior's Honor 5                   | 28 января 2011  | 1     | 2:40  | Харьков, Украина  |            |
| Победа    | 2-0    | Виталий Яловенко      | Нокаут (удар)                                   | UAMA - Warrior's Honor 3                   | 27 октября 2010 | 2     | N/A   | Харьков, Украина  |            |
| Победа    | 1-0    | Евгений Бабич         | Технический нокаут (удары)                      | UAMA - Warrior's Honor 3                   | 27 октября 2010 | 1     | N/A   | Харьков, Украина  |            |

## Интервью
- «Видел его глаза: это был нокаут» (недоступная ссылка — история) // Новое дело. — 2011. — № 45 (1033).
- Александр Беликов. Магомед Маликов: Пока не считаю себя элитным бойцом // MixFight.ru. — 7 октября 2012 года. Архивировано 21 декабря 2012 года.

## Статистика
- Бои Магомеда Маликова // MMANIAC.Ru
- Статистика боёв // Sherdog.Сom
- Статистика боёв // MixFight.ru